# Cabàlia
Cabàlia (en llatí Cabalia, en grec antic Καβαλία) va ser un districte o territori de l'Àsia Menor poblat pels Cabalis.
Estrabó parla de la dificultat de situar exactament aquesta i algunes altres parts d'Àsia, en part perquè els romans no feien les seves divisions polítiques segons els pobles, sinó que van adoptar un principi poc conegut per determinar el seu Conventus Juridici. Plini el Vell situa Cabàlia a l'interior de Lícia, i anomena les tres ciutats més importants: Enoanda, Balbura i Bubon. Claudi Ptolemeu també assigna les mateixes tres ciutats a Carbàlia, que evidentment hauria de ser Cabàlia.